# Alltheniko
Alltheniko est un groupe de power metal italien, originaire de Verceil.

## Biographie
Le groupe est formé en 2002 à Verceil, Province de Verceil. La même année, le groupe enregistre sa première démo intitulée Animal Thing. D'autres démos suivront en 2003 et 2004. 
En 2006, My Graveyard Productions (Italie) et Trinity Records (Hong Kong) ont publié le premier album We Will Fight!. Il a reçu des critiques positives et en 2007, le groupe a joué au Metalcamp. En 2008, le deuxième album studio du groupe, Devasterpiece, est publié. 
En 2012, le groupe signe un contrat avec le label allemand Pure Steel Records. Le quatrième album Back in 2066 sortira en 2012, le cinquième Fast and Glorious en 2014. Le dernier album du groupe est Italian History VI (2017), précédé d'une vidéo du titre Emblema.

## Discographie

### Albums studio
- 2006 : We Will Fight!
- 2008 : Devasterpiece
- 2011 : Millennium Re-Burn
- 2012 : Back in 2066
- 2014 : Fast and Glorious
- 2017 : Italian History VI

### Démos
- 2002 : Animal Thing
- 2003 : Sound of Rust
- 2004 : Extermination
- 2010 : Make a Party in Hell

## Membres

### Membres actuels
- Dave Nightfight - basse, chant (depuis 2002)
- Joe Boneshaker - guitare (depuis 2002)
- Luke the Idol - batterie (depuis 2002)